# Ludwig Thuille

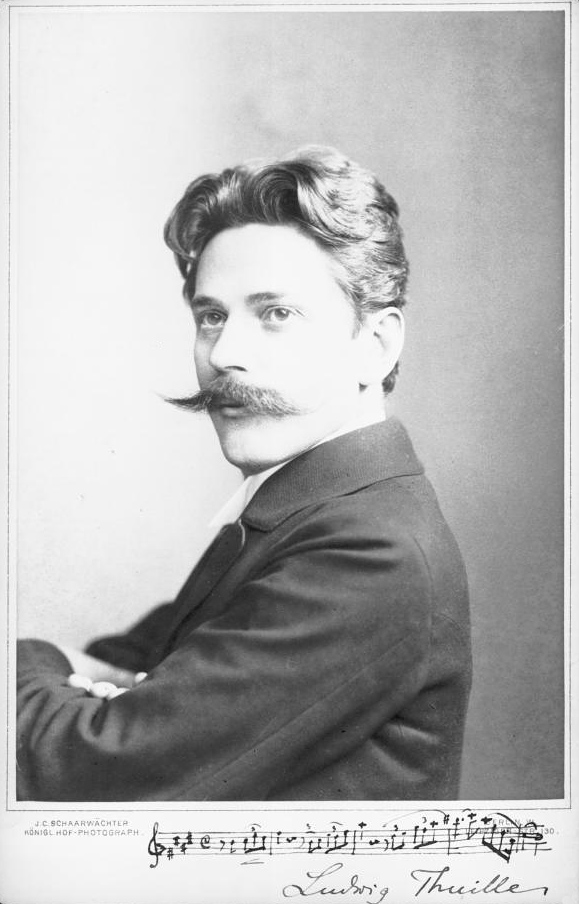
Ludwig Thuille, 1899

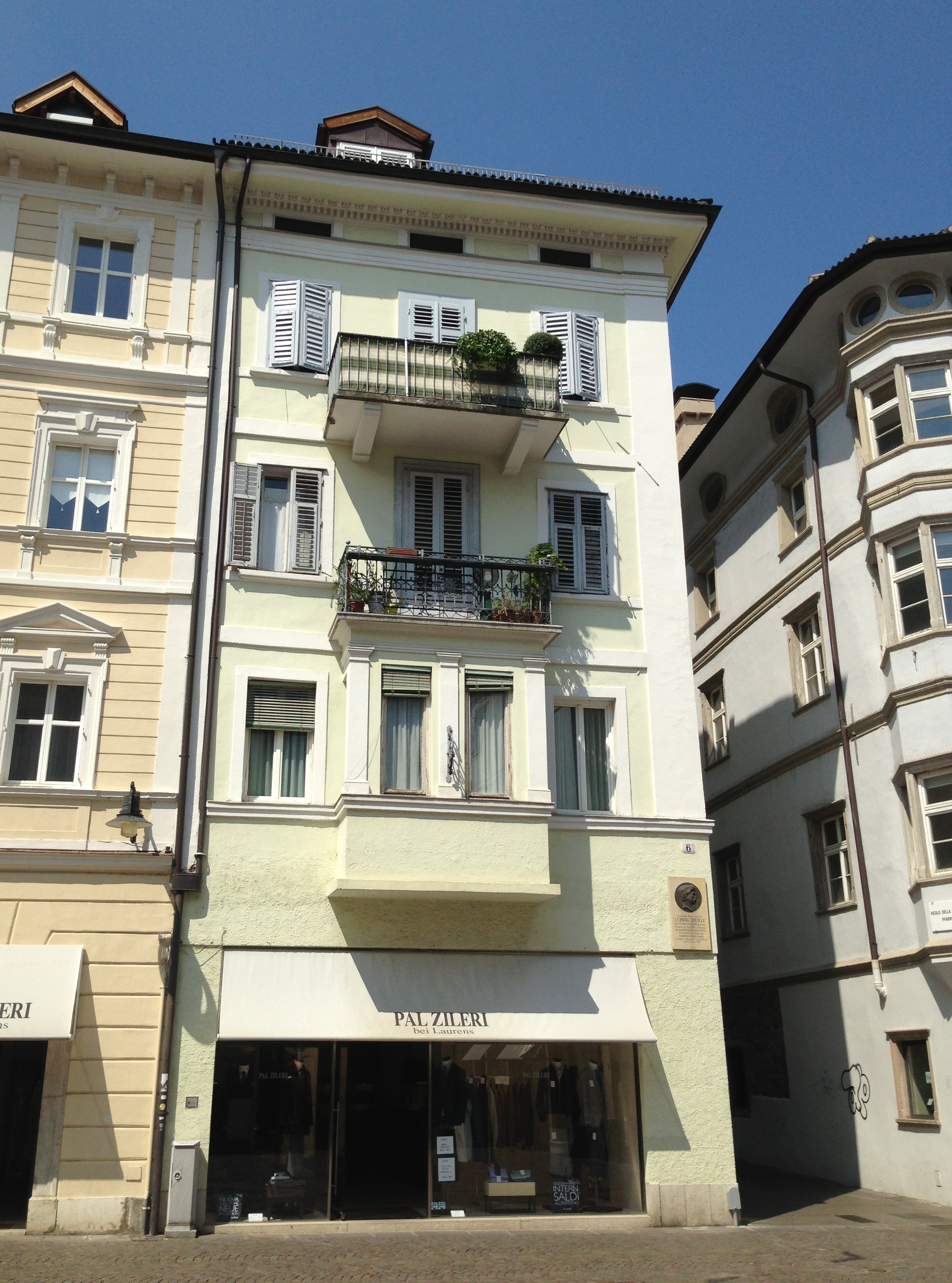
Geburtshaus Thuilles, Mustergasse 6 in Bozen

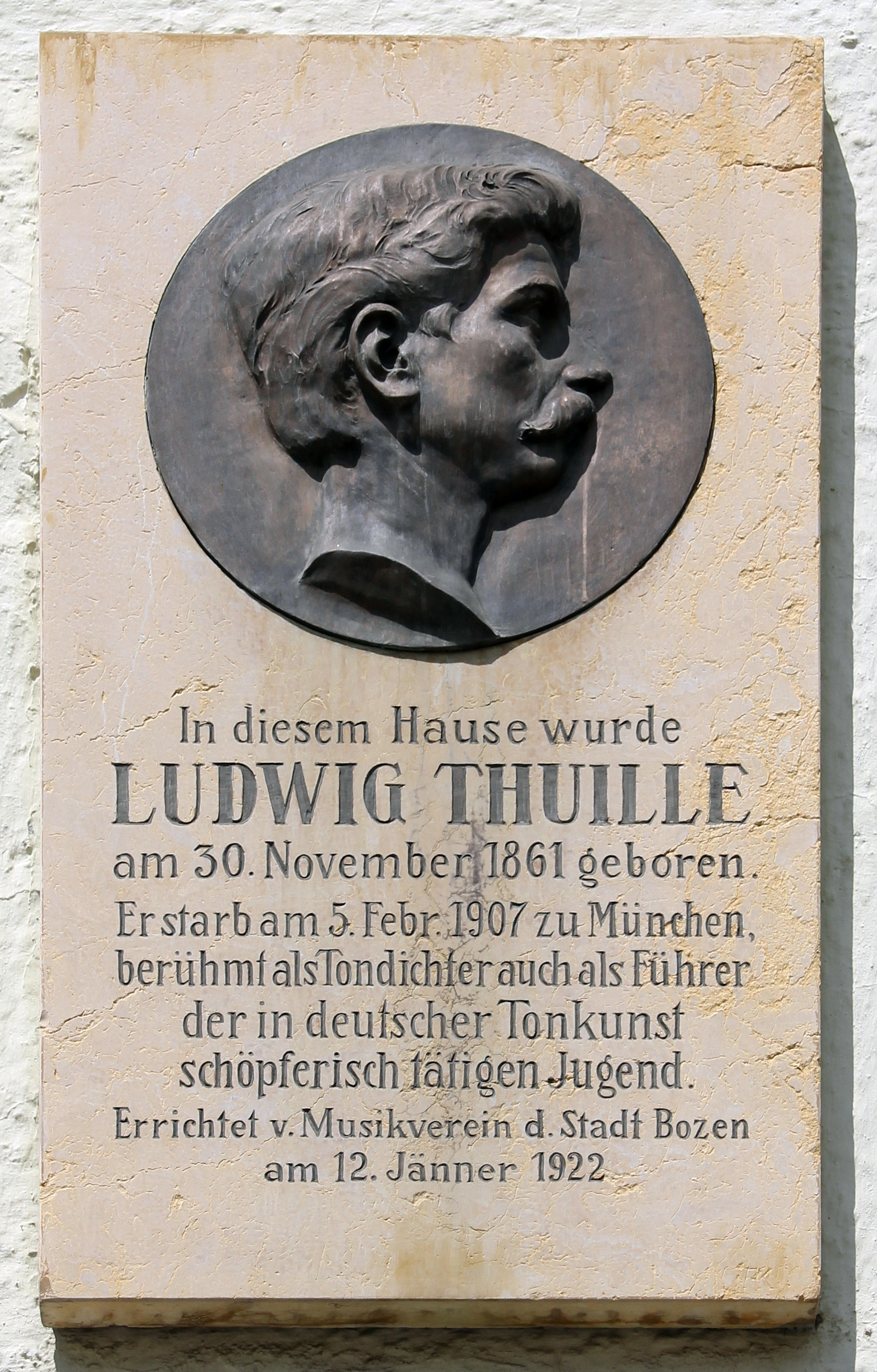
Gedenktafel an Thuilles Geburtshaus

Ludwig Wilhelm Andreas Maria Thuille [ˈtui̯lə] (* 30. November 1861 in Bozen, Kaisertum Österreich; † 5. Februar 1907 in München) war ein österreichischer Komponist, Musikpädagoge und Musiktheoretiker.

## Leben
Thuille war der Sohn eines Bozner Kunst-, Buch- und Musikalienhändlers. Nachdem er mit fünf Jahren seine Mutter und als Elfjähriger den Vater verloren hatte, sorgte ein Onkel für die Ausbildung des musisch begabten Jungen im Gymnasium des Stifts Kremsmünster. Ab 1876 wohnte Thuille bei der Familie seiner Halbschwester in Innsbruck. Dort wurde seine musikalische Ausbildung von der Komponistenwitwe Pauline Nagiller gefördert, die Thuille 1877 ein umfassendes Kompositionsstudium bei Joseph Pembaur sen. vermittelte. 1879 zog Thuille nach München, um seine Studien an der Königlich Bayerischen Musikschule bei Joseph Gabriel Rheinberger (Komposition) und Karl Baermann (Klavierspiel) fortzusetzen. Sein Examen schloss er 1882 mit dem Vortrag eines selbst komponierten Klavierkonzerts erfolgreich ab.
Bereits 1883 wurde Thuille als Lehrer für Klavier und Harmonielehre an der Musikschule angestellt und 1888 zum Professor ernannt. Nach dem Tode Rheinbergers (25. November 1901) wurde Thuille 1903 dessen Nachfolger als Professor für Komposition. Zu seinen zahlreichen Schülern gehörten unter anderem Hermann Abendroth, Ernest Bloch, Walter Braunfels, Fritz Cortolezis, Walter Courvoisier, Hugo Daffner, Mabel Wheeler Daniels, Rudolf von Ficker, Clemens von Franckenstein, Edgar Istel, Lily Klee, Paul von Klenau, Franz Mikorey, Josef Pembaur jun., Felix vom Rath, August Reuß, Heinrich Kaspar Schmid, Rudi Stephan, Joseph Suder, Hermann Wolfgang von Waltershausen, Julius Weismann und Richard Wetz.
Thuilles Arbeit als Theorie- und Kompositionslehrer fand ihren Niederschlag in einer zusammen mit dem Musikschriftsteller Rudolf Louis verfassten Harmonielehre, die weite Verbreitung fand und als ein Standardwerk der musiktheoretischen Ausbildung galt. Sie war deshalb wichtig, weil sie die ältere Art der Akkordbezeichnung mit den neuen Ideen der Funktionstheorie von Hugo Riemann verband. Nach 1945 wurde der „Louis-Thuille“ trotz seiner Qualitäten nicht mehr neu aufgelegt. Thuille erlebte die Veröffentlichung des Werkes  nicht mehr: Im Februar 1907 starb er im Alter von erst 45 Jahren an plötzlichem Herzversagen. Er hinterließ seine Ehefrau Emma (1865–1946, Tochter Ignaz von Dietls) sowie die Kinder Eduard Eugen (1888–1909) und Hedwig (1890–1964). Letztere heiratete später Thuilles Schüler Walter Courvoisier.
Thuille war seit 1877 mit dem Komponisten Richard Strauss befreundet. Ein für die künstlerische Entwicklung beider sehr aufschlussreicher Briefwechsel ist in Teilen erhalten geblieben.
Zu den engsten Freunden  von Thuille aus dem Nichtmusikermilieu gehörte insbesondere Otto Julius Bierbaum, für den er dessen Singspiel Lobetanz (1898 Uraufführung) vertonte, dem weitere Bühnenstücke und Gedichte folgten. Für Bierbaum war der Tod von Ludwig Thuille 1907 ein großer Verlust.
Die Grabstätte von Ludwig Thuille befindet sich auf dem Münchner Waldfriedhof (Grabnr. 40-W-6).

## Tonsprache
Der Schwerpunkt von Ludwig Thuilles Schaffen liegt auf Kammermusik und Bühnenwerken. Seine Kompositionen sind stilistisch der deutschen Spätromantik zugehörig. Thuille zeigte weniger Interesse daran, die Musik revolutionär zu erneuern, als traditionelle Elemente mit moderneren zu einem persönlichen Stil zu verbinden. So zeigt seine differenzierte Behandlung der harmonischen Mittel deutlich Einflüsse der Neudeutschen Schule, deren Musik ihm besonders durch den Komponisten Alexander Ritter, einem Freund Richard Wagners, nahegebracht wurde. Im Gegensatz zur Kunstauffassung der Neudeutschen blieb Thuille in der formalen Gestaltung seiner Werke aber stärker den klassischen Traditionen verhaftet, die er zwar flexibel und abwechslungsreich handhabte, aber nicht zu sprengen trachtete. Auch der Programmmusik blieb er fern.

## Rezeption
Thuille war um 1900 eine der dominierenden Figuren des Münchner Musiklebens. Sein kompositorischer Stil übte auf viele seiner Schüler und Freunde einen nicht zu unterschätzenden Einfluss aus. In der Musikgeschichte spricht man darum auch von einer Münchner Schule. Neben Thuille als zentraler Gestalt werden auch Friedrich Klose, Richard Strauss, Max von Schillings und Hans Pfitzner zu ihren Hauptvertretern gerechnet.
Obwohl als Kompositionslehrer gefragt und mit seinen Opern relativ erfolgreich, verschwanden Thuilles Werke nach dem Ersten Weltkrieg allmählich von den Spielplänen. Dazu hat sicherlich sein früher Tod beigetragen.
Thuilles erster Biograf war Friedrich Munter.
Über lange Zeit war der Komponist nur durch das Sextett op. 6 in den Konzertsälen vertreten. Seit den 1990er Jahren wird seinem Schaffen jedoch wieder verstärkte Aufmerksamkeit zuteil.
Zwei kurz nacheinander 2005 erschienene CD-Aufnahmen des Klassiklabels Classic production osnabrück lenkten die Aufmerksamkeit der Fachöffentlichkeit auf Thuille. Ein Rezensent der Zeitschrift Fono Forum schrieb:
„Erstaunlich reife Werke eines noch jungen Komponisten, der seine Schumann-Wurzeln nicht verleugnet und doch eigene Töne findet. Geradezu werbend widmet sich Oliver Triendl dem anspruchsvollen Solo-Part, und das gut disponierte Orchester aus Südtirol wird den Ausgrabungen mit einem kompakten, doch auch frischen Klang mehr als nur gerecht.“
klassik-heute.de schrieb: „Das g-Moll-Quartett noch aus Thuilles Studienjahren zeugt von der großen Begabung des jungen Komponisten, es klingt verblüffend wenig epigonal, sondern ausgesprochen eigensinnig- ein Sturm- und Drang-Werk, dessen Themen sich in knapp zwanzig Minuten und drei Sätzen dank einer konzentrierten Dramaturgie optimal entfalten können.“

## Werke (Auswahl)

### Bühnenwerke
- Theuerdank, Oper (Libretto: Alexander Ritter; UA München 1897)
- Lobetanz op. 10, Oper (Libretto: Otto Julius Bierbaum; UA Karlsruhe 1898)
- Gugeline op. 18, Oper (Libretto: O. J. Bierbaum; UA Bremen 1901)
- Die Tanzhexe, Tanz-Melodram (Libretto: O. J. Bierbaum; 1900, UA Stuttgart 1909)
- Der Heiligenschein, Oper (Libretto: Elsa Laura von Wolzogen; 1905, unvollendet, UA München 1910 des Fragments (nur 1. Akt) in von Walter Courvoisier instrumentierter Fassung)
- Allegorisches Festspiel, Bühnenmusik zur Grundsteinlegung des Deutschen Museums (Text: Joseph von Schmaedel; UA München 1906)
- Epilog, Bühnenmusik zum allegorischen Festspiel nach der letzten Aufführung im alten Weimarer Hoftheater (Text: Richard Voß; UA Weimar 1907)

### Vokalmusik
- Kinderchor, Frauenchor, gemischter Chor a cappella
  - Russischer Vespergesang nach einer Melodie von Demetrius Bortniansky für sechsstimmigen gemischten Chor gesetzt (1893)
  - Abendlied (Otto Julius Bierbaum) für dreistimmigen Frauenchor (1900)
  - Osterlied (Adolf Boettcher) für vierstimmigen Knaben- oder Frauenchor (1904)
- Männerchor a cappella
  - Vier Gesänge für vierstimmigen Männerchor, op. 8: 1. Frühlingsnahen (Karl Stieler), 2. Die Wasserrose (Emanuel Geibel), 3. Auf der Wacht (Karl Stieler), 4. Curiose Geschichte (R. Reinick) (1891)
  - Drei Gedichte von Peter Cornelius für vierstimmigen Männerchor, op. 9: 1. Hinaus, 2. In der Ferne, 3. Weihnachtslied (1895)
  - Zwei Männerchöre. Gedichte von Joseph von Eichendorff, op. 11 (1898): 1. Die Spielleute, 2. Nachtigallen (1898)
  - Zwei Männerchöre op. 13: 1. Neuer Frühling (Otto Roquette), 2. Duftet die Lindenblüt’ (Klaus Groth) (1899)
  - Weihnacht im Walde op. 14. Für fünfstimmigen Männerchor nach einem Gedicht von Frieda Schanz (1899)
  - Drei Männerchöre op. 17: 1. Ein Stündlein wohl vor Tag (Eduard Mörike), 2. Jugend (Franz Evers), 3. Landsknechtlied (Heinrich von Reder) (1900)
  - Drei Gesänge für Männerchor nach Gedichten von Joseph von Eichendorff, op. 21: 1. Lied der Pilger, 2. Der traurige Jäger, 3. Jagdlied (1901)
  - Drei Lieder für vierstimmigen Männerchor op. 23: 1. Lacrimae Christi (Rudolf Baumbach), Vom Scheiden (Arno Holz), 3. Das Kätzchen (Karl Busse) (1902)
  - Drei Gesänge für vierstimmigen Männerchor op. 28: 1. Im Frühling (Theodor Körner), 2. Waldesnacht (Karl Zettel), 3. Ländler des Verliebten (Otto Julius Bierbaum) (1903)
  - Liebeswunsch o.op. (Des Knaben Wunderhorn) (1906)
  - Drei Soldatenlieder op. 35: 1. Soldatenglück (Des Knaben Wunderhorn), 2. Rewelge (Des Knaben Wunderhorn), 3. Husarenglaube (Des Knaben Wunderhorn) (1906)
  - Elf Volksliederbearbeitungen für das „Kaiserliederbuch“ (1907)
- Chor mit Instrumentalbegleitung
  - Fridolin (Robert Kathan), Kantate für Soli, Männerchor und Orchester („frei nach Friedrich Schiller“, 1893)
  - Traumsommernacht (Otto Julius Bierbaum) op. 25 für vierstimmigen Frauenchor, Violine und Harfe (oder Klavier) (1902)
  - Rosenlied (Anna Ritter) op. 29 für dreistimmigen Frauenchor mit Klavierbegleitung (1903)
  - Drei Gesänge nach Gedichten von Joseph von Eichendorff für drei Frauenstimmen (Solo oder Chor) mit Klavierbegleitung op. 31 (1904)
- Singstimme und Klavier
  - Fünf Lieder für hohe Singstimme op. 4: 1. Gruß (Otto Gensichen), 2. Die Verlassenen (Hermann Lingg), 3. Im Mai (Wilhelm Osterwald), 4. Allerseelen (Hermann Gilm), 5. Ganymed (Robert Hamerling) (1878/80)
  - Drei Frauenlieder op. 5: 1. Klage (Karl Stieler), 2. Sommermorgen (Karl Stieler), 3. Es klingt der Lärm der Welt (Karl Stieler) (1889)
  - Von Lieb’ und Leid op. 7: 1. Waldesgang (Karl Stieler), 2. Julinacht (Karl Stieler), 3. Nachtlied (Karl Stieler), 4. Botschaft (Karl Stieler), 5. Nächtliche Pfade (Karl Stieler), 6. Nicht daheim (Karl Stieler), 7. Am Heimweg (Karl Stieler), 8. Jahreszeiten (Karl Stieler) (1888/89)
  - Drei Lieder für mittlere Singstimme op. 12: 1. Waldeinsamkeit (Heinrich Leuthold), 2. Die Nacht (Hermann Gilm), 3. Die stille Stadt (Richard Dehmel) (1898)
  - Drei Lieder für hohe Singstimme op. 15: 1. Mädchenlied (Otto Julius Bierbaum), 2. Sehnsucht (Otto Julius Bierbaum), 3. Lied der jungen Hexe (Otto Julius Bierbaum) (1899)
  - Fünf Lieder für hohe Singstimme op. 19: 1. Die Kleine (Joseph von Eichendorff), 2. Sommermittag (Theodor Storm), 3. Des Narren Regenlied (Otto Julius Bierbaum), 4. Frau Nachtigall (Des Knaben Wunderhorn), 5. Spinnerlied (Des Knaben Wunderhorn) (1900/01)
  - Neujahrslied o.op. (Otto Julius Bierbaum) (1901)
  - Drei Lieder op. 24: 1. Wenn die Sonne weggegangen (Clemens Brentano), 2. Der Spinnerin Lied (Clemens Brentano), 3. Ich wollt’ ein Sträußlein binden (Clemens Brentano) (1902)
  - Drei Lieder für mittlere Singstimme op. 26: 1. Zauberblick (Joseph von Eichendorff), 2. Der traurige Jäger (Joseph von Eichendorff), 3. Seliges Vergessen (Joseph von Eichendorff) (1902)
  - Vier Lieder für mittlere Singstimme op. 27: 1. Devotionale  (Joseph von Eichendorff), 2. In meiner Träume Heimat (Carl Hauptmann), 3. In goldener Fülle (Paul Remer), 4. Die Insel der Vergessenheit (Anna Ritter) (1901/02)
  - Drei Lieder für tiefe Singstimme op. 32: 1. Der Tod krönt die Unschuld (Otto Julius Bierbaum) 2. Der Alte (Gustav Falke), 3. Abendlied (Gottfried Keller) (1904)
  - Drei Mädchenlieder op. 36: 1. Mein Engel hüte dein (Wilhelm Hertz), 2. Letzter Wunsch (Wilhelm Hertz), 3. Komm, süßer Schlaf (Wilhelm Hertz) (1906)
  - Jugendlieder: Ihr Auge, Mädchenlied, Sennenlied, Nachtlied
  - Lieder aus dem Nachlass: Auf dem Todesbett (Ernst Scherenberg), Du bist wie eine Blume (Heinrich Heine), Ständchen (Ludwig Uhland), Verschlossenheit (Karl Stieler), Für Musik (Emanuel Geibel), Stille Gedanken (Heinrich Heine), Notturno (Titus Ulrich), Von alten Liebesliedern (Des Knaben Wunderhorn), Urschlamm-Idyll: „Ein Ichtyosaurus wälzte“ (Theodor Vischer)

### Orchestermusik
- Frühlingsouvertüre A-Dur für Orchester (1880)
- Klavierkonzert D-Dur (1882), UA: München 1882
- Symphonie F-Dur für großes Orchester (1886), UA: Meiningen 1886
- Romantische Ouvertüre op. 16 (als Ouvertüre zu Theuerdank komponiert) (1896), UA: München 1897
- Symphonischer Festmarsch op. 38 (als Teil des  Allegorischen Festspiels komponiert)

### Kammermusik
- Trois nocturnes für Klavier (1877)
- Variationen für Klavier (1878)
- Streichquartett Nr. 1 A-Dur (1878)
- Violinsonate Nr. 1 d-Moll op. 1 (1880)
- Orgelsonate a-Moll op. 2 (1880)
- Klavierquintett Nr. 1 g-Moll (1880)
- Streichquartett Nr. 2 G-Dur (1881, unvollendet)
- Trio für Klavier, Violine und Viola Es-Dur (1885)
- Drei Klavierstücke, op. 3 (1883): Ständchen, Humoreske, Capriccio
- Sextett für Flöte, Oboe, Klarinette, Horn, Fagott und Klavier B-Dur op. 6 (1888)
- 13 Fugen für Streichquartett (1897)
- Fuge für Orgel (1897)
- Klavierquintett Nr. 2 Es-Dur op. 20 (1901)
- Violoncellosonate d-Moll op. 22 (1902)[6]
- Violinsonate Nr. 2 e-Moll op. 30 (1904)
- Drei Klavierstücke op. 33 (1905): Vorfrühling, Reigen, Capriccio
- Drei Klavierstücke op. 34 (1905): Gavotte, Auf dem See, Walzer
- Zwei Klavierstücke op. 37 (1906): Threnodie, Burla
- Allegro giusto für Violine und Klavier, op. 39

### Bearbeitungen fremder Werke
- Fassungen für Klavier zu vier Händen
  - Richard Strauss: Don Juan, Tondichtung nach Nicolaus Lenau op. 20 (1889)
  - Richard Strauss: Macbeth, Tondichtung nach Shakespeares Drama op. 23 (1891)
  - Peter Cornelius: Der Cid, Ouvertüre (1891)
- Klavierauszug
  - Peter Cornelius: Der Cid, Lyrisches Drama in drei Aufzügen (darin enthalten: Ouvertüre für Klavier zu zwei Händen) (1891)

## Namensgeber für Straße
Nach Ludwig Thuille wurde 1947 im Münchener Stadtteil Obermenzing (Stadtbezirk 21 – Pasing-Obermenzing) die Thuillestraße benannt.Lageplan